# Sergei Wladimirowitsch Brysgalow
Sergei Wladimirowitsch Brysgalow (russisch Сергей Владимирович Брызгалов; * 15. November 1992 in Pawlowo) ist ein russischer Fußballspieler.

## Karriere

### Verein
Brysgalow begann seine Karriere bei Master-Saturn Jegorjewsk. Zur Saison 2009 wechselte er in die Jugend von Saturn Ramenskoje. Im März 2010 stand er erstmals im Profikader von Saturn. Im selben Monat gab er gegen den FK Rostow sein Debüt in der Premjer-Liga. Dies blieb sein einziger Einsatz für Saturn. Nach der Saison 2010 löste sich der Verein auf. Daraufhin wechselte der Verteidiger zur Saison 2011/12 zum vormaligen Ligakonkurrenten Spartak Moskau. Für Spartak kam er in seiner ersten Spielzeit zu 18 Einsätzen im Oberhaus. In der Saison 2012/13 absolvierte er elf Partien, zudem wurde er erstmals in der UEFA Champions League eingesetzt, für die er sich mit Spartak qualifiziert hatte. In der Saison 2013/14 absolvierte er nur vier Partien aufgrund einer Verletzung. In der Saison 2014/15 absolvierte er acht Partien in der Premjer-Liga, zudem spielte er dreimal für die Reserve Spartaks in der Perwenstwo PFL, mit Spartak-2 stieg er zu Saisonende in die Perwenstwo FNL auf. In der Saison 2015/16 kam er dann zu sechs Einsätzen in der Premjer-Liga und 20 Zweitligaeinsätzen für Spartak-2.
Nach fünfeinhalb Jahren verließ Brysgalow die Moskauer zur Saison 2016/17 und schloss sich dem Ligakonkurrenten Terek Grosny an. Bei den Tschetschenen konnte er sich allerdings nicht durchsetzen und absolvierte nur vier Partien. Im Februar 2017 zog er innerhalb der Liga weiter zu Anschi Machatschkala. Bei Anschi spielte der Verteidiger bis Saisonende siebenmal. In der Saison 2017/18 kam er zu 25 Einsätzen. Zur Saison 2018/19 wechselte er zum Ligakonkurrenten Ural Jekaterinburg. In Jekaterinburg kam er zu 16 Einsätzen in der höchsten Spielklasse.
Im September 2019 wechselte Brysgalow zum Zweitligisten FK Fakel Woronesch. Für Fakel spielte er bis zum COVID-bedingten Abbruch der Saison 2019/20 achtmal in der FNL. In der Saison 2020/21 absolvierte er 35 Zweitligapartien, in der Saison 2021/22 19. Mit Woronesch stieg er 2022 in die Premjer-Liga auf.

### Nationalmannschaft
Brysgalow spielte zwischen 2010 und 2013 für russische Jugendnationalteams. Mit der U-21-Auswahl nahm er 2013 an der EM teil, bei der er jedoch ohne Einsatz blieb. Russland schied punktelos in der Vorrunde aus.